# Harley Quinn Smith
Harley Quinn Smith (Red Bank, 26 giugno 1999) è un'attrice statunitense.

## Biografia
Smith è nata a Red Bank, in New Jersey, figlia del regista Kevin Smith e dell'attrice Jennifer Schwalbach Smith. È stata chiamata come il personaggio dei fumetti DC Comics Harley Quinn, spalla e fidanzata del Joker, nemica di Batman.
Nel corso della sua carriera ha recitato principalmente in film diretti dal padre. Ha debuttato al cinema in tenera età, nella commedia Jay & Silent Bob... Fermate Hollywood!, vestendo i panni di una giovanissima versione di Silent Bob, personaggio ideato e interpretato dallo stesso Kevin Smith in diversi film commedia. Nel 2004, ha avuto un cameo non accreditato nel film Jersey Girl e due anni più tardi è apparsa nella commedia Clerks II. Nel 2014 ha preso parte al film Tusk, dove ha interpretato la piccola parte di Colleen McKenzie. Riprenderà lo stesso personaggio nella commedia del 2016 Yoga Hosers - Guerriere per sbaglio, al fianco di Lily-Rose Depp.

## Filmografia

### Cinema
- Jay & Silent Bob... Fermate Hollywood! (Jay and Silent Bob Strike Back), regia di Kevin Smith (2001)
- Jersey Girl, regia di Kevin Smith (2004) non accreditato[6]
- Clerks II, regia di Kevin Smith (2006)
- Tusk, regia di Kevin Smith (2014)
- Yoga Hosers - Guerriere per sbaglio (Yoga Hosers), regia di Kevin Smith (2016)
- Holidays, registi vari (2016)
- C'era una volta a... Hollywood (Once Upon a Time... in Hollywood), regia di Quentin Tarantino (2019)
- Madness in the Method, regia di Jason Mewes (2019)
- Jay e Silent Bob - Ritorno a Hollywood (Jay and Silent Bob Reboot), regia di Kevin Smith (2019)
- Clerks III, regia di Kevin Smith (2022)

### Televisione
- Supergirl - serie TV, episodio 2x09 (2017)
- All Night - serie TV, 4 episodi (2018)
- Cruel Summer - serie TV, 10 episodi (2021)

## Doppiatrici italiane
Nelle versioni in italiano delle opere in cui ha recitato, Harley Quinn Smith è stata doppiata da:
- Serena Sigismondo in Yoga Hosers - Guerriere per sbaglio, Supergirl, C’era una volta...a Hollywood
- Giulia Franceschetti in Jay e Silent Bob - Ritorno a Hollywood, Cruel Summer
- Letizia Ciampa in Holidays